# مک‌کنزی لی
مک کنزی لی (به انگلیسی: McKenzie Lee) (متولد ۱۶ مه ۱۹۷۹ در لستر، انگلستان)، یک ستارهٔ پورنو است.

## جایزه‌ها
- 2006 AVN Award – Best New Starlet
- 2006 Adam Film World Guide Award – Contract Starlet of the Year – Club Jenna